# 寺倉小四郎
寺倉 小四郎（てらくら こしろう、1898年（明治31年）6月24日 - 1983年（昭和58年）10月5日）は、大日本帝国陸軍軍人。最終階級は陸軍少将。功四級。

## 経歴
1898年（明治31年）に岐阜県で生まれた。陸軍士官学校第32期、陸軍大学校第41期卒業。1938年（昭和13年）3月に北支那方面軍参謀に就任し、日中戦争に出動。1939年（昭和14年）10月に第40師団参謀長（第11軍）に転じ、宜昌作戦などに参加した。1940年（昭和15年）8月に陸軍大学校教官に転じ、1941年（昭和16年）3月1日に陸軍大佐に進級。11月6日に第15軍高級参謀（南方軍）に着任し、ビルマ侵攻に参加した。1942年（昭和17年）9月に陸軍大学校兵学教官に転じ、1944年（昭和19年）8月に歩兵第67旅団長（北支那方面軍・第63師団）に就任し、北京に駐屯した。
1945年（昭和20年）3月1日に陸軍少将に進級し、4月6日に第55軍参謀長に就任し、6月21日に第2総軍総司令部附となり、本土決戦に備えた。
1947年（昭和22年）11月28日、公職追放仮指定を受けた。